# Thugz Mansion
«Thugz Mansion» es un sencillo póstumo de 2Pac de su álbum Better Dayz. La canción cuenta con dos versiones. La versión original es con dos guitarras acústicas, y no fue oficialmente lanzada hasta el 4 de diciembre de 2007. La otra versión acústica incluye al rapero Nas y al cantante J. Phoenix. En la versión 7" Remix colabora Anthony Hamilton y es la única canción del álbum que incluye video musical. Alcanzó el puesto #19 en la Billboard Hot 100 y el #24 en el Reino Unido. La versión original acústica también se encuentra en el álbum de Nas God's Son, bajo el título de "Thugz Mansion (N.Y.)", y con el segundo verso de 2Pac y el verso de Nas cambiados de lugar y el primer verso de 2Pac reemplazado por un verso original de Nas.
La canción es una descripción del cielo por 2Pac. Una de las canciones más introspectivas y espirituales de 2Pac, esta canción habla de cómo iba a descansar en paz, que finalmente encontraría la felicidad cuando esté en un lugar donde todos los problemas y dolores de su vida llegaran a su fin, y que quiere terminar en ese lugar de paz después de que muera. También nombra a varias figuras de la historia cultural afroamericana (como Marvin Gaye, Billie Holiday, Jackie Wilson, Sam Cooke, Malcolm X, Miles Davis) y recientes acontecimientos políticos (como Latasha Harlins), todos los cuales los imagina en el cielo.

## Lista de canciones
1. «Thugz Mansion» - 7" Remix (Explicit)
2. «Thugz Mansion» - Nas Acoustic (Explicit)
3. «F*ck Em All» (Explicit)
4. «Thugz Mansion» - CD-ROM video

## Posiciones
| Lista (2003)                | Posición máxima |
| --------------------------- | --------------- |
| Australia                   | 12              |
| Países Bajos                | 73              |
| Nueva Zelanda               | 10              |
| Billboard Hot 100           | 19              |
| Billboard R&B/Hip-Hop Songs | 10              |
| Billboard Rap Songs         | 4               |
| Reino Unido                 | 24              |